# C’est La Vie (альбом Phosphorescent)
C’est La Vie (в переводе с фр. — «Такова жизнь») — седьмой студийный альбом американского инди-рок-музыканта Phosphorescent (Matthew Houck) из Хантсвилла (штат Алабама), выпущенный 5 октября 2018 года на лейбле Dead Oceans. Он получил положительные отзывы критиков, попав в чарты Великобритании и нескольких других европейских стран.

## Отзывы
| Совокупная оценка    | Совокупная оценка |
| Источник             | Оценка            |
| -------------------- | ----------------- |
| Metacritic           | 80/100            |
| Оценки критиков      |                   |
| Источник             | Оценка            |
| AllMusic             | [ 3 ]             |
| Exclaim!             | 8/10              |
| The Guardian         | [ 5 ]             |
| The Line of Best Fit | 8.5/10            |
| Paste                | 8.2/10            |
| Pitchfork            | 7.6/10            |
| The Skinny           | [ 9 ]             |
| Slant Magazine       | [ 10 ]            |
| Under the Radar      | 8/10              |

Альбом получил положительные отзывы от музыкальных критиков. На сайте Metacritic, который присваивает нормализованную оценку из 100 баллов, альбом получил средний балл 80, основанный на 19 отзывах критиков. Агрегатор Album of the Year поставил релизу 76 баллов из 100 на основе критического консенсуса 21 рецензии.

## Список композиций
| №                   | Название                    | Длительность |
| ------------------- | --------------------------- | ------------ |
| 1.                  | «Black Moon / Silver Waves» | 1:16         |
| 2.                  | «C'est La Vie No.2»         | 3:26         |
| 3.                  | «New Birth in New England»  | 5:00         |
| 4.                  | «There From Here»           | 5:21         |
| 5.                  | «Around the Horn»           | 8:11         |
| 6.                  | «Christmas Down Under»      | 6:17         |
| 7.                  | «My Beautiful Boy»          | 5:46         |
| 8.                  | «These Rocks»               | 4:26         |
| 9.                  | «Black Waves / Silver Moon» | 6:22         |
| Общая длительность: | Общая длительность:         | 46:05        |

## Позиции в чартах
| Чарт (2018)                                  | Высшая позиция |
| -------------------------------------------- | -------------- |
| Шотландия (Scottish Albums Chart)            | 37             |
| Бельгия/Фландрия (Ultratop)                  | 89             |
| Нидерланды (Album Top 100)                   | 130            |
| Великобритания (UK Independent Albums Chart) | 16             |
| США Independent Albums (Billboard)           | 12             |
| США Top Folk Albums (Billboard)              | 16             |